# 財經透視

《財經透視》舊開場畫面

《財經透視》（英語：Finance Magazine）是香港電視廣播有限公司新聞及資訊部製作的財經新聞節目。現時節目在該公司旗下頻道翡翠台播出。

## 播放內容
1989年4月2日開始啟播，1991年10月6日至1994年7月17日曾暫停一段時間，及至1994年7月24日復播。主要環繞財經新聞、公司業績和大市動向。現時此節目是維持每週播放一次。節目緊貼大市，回顧每星期港股走勢，並請來專家分析未來一星期大市去向，為股資者掌握先機。每星期亦會有不同的主題，探討該類活動／行業與經濟的關係。例如在2006年製作的《細說天空系列》，就一連三集為大家解構航空業與經濟的關係；而同年10月至11月所播出的《國企高峰會》系列（Spotlights on H-Shares），便從價值投資的角度分析在香港上市的國企股。

### 播放時間
| 日期                       | 星期六      | 星期日      | 重播時段                                                                                            | 備註 |
| 待查—2005年5月29日         | N/A         | 23:15-23:45 | N/A                                                                                                 |      |
| 2005年6月5日—待查          | N/A         | 18:00-18:30 | N/A                                                                                                 |      |
| 待查—2009年8月9日          | N/A         | 18:00-18:30 | 星期一00:15-00:40／00:45                                                                            |      |
| 2009年8月9日—2017年8月20日 | N/A         | 18:00-18:30 | 星期一01:00-01:30                                                                                   |      |
| 2017年8月20日—2020年3月1日 | N/A         | 18:00-18:30 | 星期一01:00-01:30（翡翠台） 星期一04:00-04:30（無綫財經台→無綫財經·資訊台）                         |      |
| 2020年3月8日—4月26日       | N/A         | 18:00-18:30 | 星期一01:00-01:30（翡翠台）                                                                         |      |
| 2020年5月3日—2021年4月4日  | N/A         | 23:25-23:55 | 星期一08:30-09:00（無綫財經·資訊台→無綫財經 體育 資訊台） 星期二21:00-21:30（無綫財經 體育 資訊台） |      |
| 2021年4月11日—2023年2月5日 | N/A         | 23:30-00:00 | 星期一08:30-09:00（無綫財經·資訊台→無綫財經 體育 資訊台） 星期二21:00-21:30（無綫財經 體育 資訊台） |      |
| 2023年2月11日—至今         | 23:30-00:00 | N/A         | 星期一08:30-09:00（無綫財經·資訊台→無綫財經 體育 資訊台） 星期二21:00-21:30（無綫財經 體育 資訊台） |      |
|                            |             | N/A         | 星期一08:30-09:00（無綫財經·資訊台→無綫財經 體育 資訊台） 星期二21:00-21:30（無綫財經 體育 資訊台） |      |

## 播映頻道
- 翡翠台（1989年至今）

#### 已取消播映頻道
- 無綫新聞台（2012年至2016年）
- 無綫財經台（2017年至2018年，頻道改名）
- 無綫財經·資訊台（2018年至2022年，頻道改名）
- 無綫財經 體育 資訊台（2022年至2024年4月22日，與J2頻道合併）

## 歷來主持
- 何富豪（1989年至1991年）
- 黃子昭（同上）
- 郭艷明（同上）
- 鄧淑芳（1994年至1998年）
- 謝憶珠（2000年代初）
- 范巧茹
- 伍嘉文
- 李明娜
- 龔偉怡（2006年至2008年）
- 謝瑞華
- 許健星
- 劉雅文（2019年12月8日至2021年10月10日）
- 黃曉瑩
- 李晞彤
- 李寶善（2021年10月17日至2023年4月8日，2024年12月7日至今）
- 袁沅玉（2023年4月15日至2023年5月27日）
- 賴君蕊（2023年6月3日至2024年11月30日）
- 曾曉婷（代主持2023年至2024年）

## 外部連結
- 無綫電視網站 - 財經透視 （页面存档备份，存于）
- 無綫新聞網站-《財經透視》重溫 （页面存档备份，存于）